# Cherry Girl/運命
「Cherry Girl／運命」（チェリー・ガール/うんめい）は、2006年12月6日に発売された日本の歌手・倖田來未の34枚目のシングル。発売元はrhythm zone。

## 解説
2006年最後に発売されたシングルで、前作「夢のうた／ふたりで…」に続く両A面、また同年12月20日発売の自身5枚目のオリジナルアルバム『Black Cherry』からの先行シングル。CDのみ・CD＋DVDの2形態での発売。ジャケットは、表が「Cherry Girl」仕様、裏が「運命」仕様になっている。
「Cherry Girl」は、本人出演の東芝携帯電話「SoftBank 811T」TV-CMソング、また自身が主演する同名の自主制作ドラマ『Cherry Girl』の主題歌でもあり、ミュウモでは自身で考えたキャラクター「倖田クマ」との展開も行っていた。このドラマの本編は、アルバム『Black Cherry』の3枚組初回限定生産盤 (CD+2DVD) にのみ付属・収録されている。ちなみに、PVはドラマ『Cherry Girl』の映像を部分的に使用したものを中心に構成されている。また初回盤には、ボーナス・トラックとして同曲のリミックスバージョン「Cherry Girl -Space Cowboy Remix-」が収録されている。
「運命」は2006年12月23日より公開の映画『大奥』の主題歌としてタイアップがついている。PVは欧米風のものになっている。フジテレビ系「2006 FNS歌謡祭」では自身がデザインした着物姿で登場し、テレビ初披露した。また、応援として同映画の主演である仲間由紀恵が登場した。この曲の歌詞も「Cherry Girl」同様彼女が作詞しており、作詞する上で当時の時代のことを調べた上で作詞したとFNS歌謡祭で紹介された。「FNS歌謡祭」にゲストが登場するのは異例である。なお、『CDTV』の年越しプレミアムライブの最後に披露したのもこの曲である。

## 収録曲

### CD
- 全作詞：kumi Koda

#### 初回限定盤
1. Cherry Girl [3:56]
作曲：Curtis A. Richardson、Charlene Gilliam、Andreao "Fanatic" Heard、Sherrod Barnes
編曲：Andreao "Fanatic" Heard、The Conglomerate
2. 運命 [4:23]
作曲：Hirofumi Hibino
編曲：Masaki Uchihara
3. Cherry Girl -Space Cowboy Remix-
4. Cherry Girl (Instrumental) [3:48]
5. 運命 (Instrumental) [4:22]

#### 通常盤
1. Cherry Girl
2. 運命
3. Cherry Girl (Instrumental)
4. 運命 (Instrumental)

### DVD
1. Cherry Girl〈Music Video〉
2. 運命〈Music Video〉
3. DVD MOVIE「Cherry Girl」Trailer
本人主演DVDドラマの予告編。本編はアルバム『Black Cherry』の3枚組初回限定生産盤(CD＋2DVD)に収録。

## タイアップ
- 東芝携帯電話「SoftBank 811T」TV-CMソング (#1)
※ 本人出演。
- 東映系映画『大奥』主題歌 (#2)

## 収録アルバム
- Cherry Girl
  - 『Black Cherry』
  - 『BEST 〜2000-2020〜』(ファンクラブ限定盤)
- 運命
  - 『Black Cherry』
  - 『WINTER of LOVE』
  - 『BEST 〜2000-2020〜』(ファンクラブ限定盤)

## 収録ライブ映像
- Cherry Girl
  - 『Rhythm Nation '06』(KODA KUMI LIVE TOUR 2006-2007 〜second session〜、初回限定特典)
    - 『Beach Mix』

  - 『KODA KUMI PREMIUM LIMITED LIVE IN HALL IN YOKOHAMA ARENA』(Kingdom)
  - 『KODA KUMI LIVE TOUR 2007 〜Black Cherry〜 SPECIAL FINAL in TOKYO DOME』
  - 『KODA KUMI SPECIAL LIVE “Dirty Ballroom” 〜One Night Show〜』(TRICK、リミックスバージョン)
  - 『KODA KUMI 2009 TAIWAN』
  - 『KODA KUMI 10th Anniversary 〜FANTASIA〜 in TOKYO DOME』
  - 『Koda Kumi 15th Anniversary First Class 2nd LIMITED LIVE at STUDIO COAST』(WALK OF MY LIFE、ファンクラブ限定盤)
  - 『KODA KUMI LIVE TOUR 2019 re(LIVE) 〜Black Cherry〜』
    - 『KODA KUMI LIVE TOUR 2019 re(LIVE) -Black Cherry- & -JAPONESQUE-』(ファンクラブ限定盤)
- 運命
  - 『KODA KUMI LIVE TOUR 2006-2007 〜second session〜』(BONUS PICTURES)
  - 『KODA KUMI LIVE TOUR 2007 〜Black Cherry〜 SPECIAL FINAL in TOKYO DOME』
  - 『KODA KUMI Premium Night 〜Love & Songs〜』(メドレー)
  - 『Rhythm Nation '06』(Beach Mix)
  - 『KODA KUMI LIVE TOUR 2019 re(LIVE) 〜Black Cherry〜』
    - 『KODA KUMI LIVE TOUR 2019 re(LIVE) -Black Cherry- & -JAPONESQUE-』(ファンクラブ限定盤)